# ラース・ヴァレリアン・アールフォルス
ラース・ヴァレリアン・アールフォルス（Lars Valerian Ahlfors、1907年4月18日-1996年10月11日）はフィンランドの数学者。リーマン面の研究と複素解析の教科書を書いたことで知られる。
彼はヘルシンキで工学者の息子として生まれた。1924年にヘルシンキ大学に入学し、1928年までロルフ・ネヴァンリンナの下で学んだ。
1929年からはネヴァンリンナの助手として、Denjoyの予測に基づいて、整関数の漸近値の研究を行った。1930年に博士号を取得すると、1933年から1936年まで助教授としてヘルシンキ大学で働いた。
1936年、彼はジェス・ダグラスとともに第1回目のフィールズ賞を受賞した。1935年からハーバード大学に留学していたが、1938年にはヘルシンキ大学に戻り、教授となった。戦争が始まったが、彼は軍人の基準を満たさず、1944年から1945年3月までチューリッヒ工科大学で働いた。スイスでは不遇な時を過ごし、ハーバードへ行くチャンスがあるとすぐにそれに飛びつき、1977年に引退するまでそこで勤めた。1968年にはWihuri賞を、1981年にはウルフ賞数学部門を受賞した。
1953年に出版されたComplex Analysis (邦題：「複素解析」、訳者：笠原乾吉)は古典的な名著で、現在でも世界中の大学で複素解析の授業に用いられている。また1960年にはRiemann surfaces 、1973年にはConformal invariants など、他にも有名な著書を残している。有理型関数、正則関数の値分布論、リーマン面、共形幾何学、準等角写像などにも業績を残している。
彼はErna Lehnertと結婚し、3人の子供がいた。